# Luc-Armau
Luc-Armau é uma comuna francesa na região administrativa da Nova Aquitânia, no departamento dos Pirenéus Atlânticos. Estende-se por uma área de 5,89 km². Em 2010 a comuna tinha 112 habitantes (densidade: 19 hab./km²).